# Aryadeva
Aryadeva (siglos II-III CE), fue un discípulo de Nāgārjuna y autor de varios importantes textos de la escuela Madhyamaka del Budismo Mahāyāna. Es también conocido como Kanadeva, el décimo quinto patriarca de la tradición Zen y como Bodhisattva Deva en Sri Lanka , donde nació como hijo de un rey, aunque algunas fuentes chinas sugieren que nació en el sur de la India en una familia brahmánica.
La mayoría de las obras de Aryadeva no fueron preservadas en el original sánscrito, pero sobrevivieron en traducciones al tibetano y chino. Su trabajo más conocido es el Catusataka (400 versos), en dieciséis capítulos de veinticinco estanzas cada uno. Uno de sus discípulos más conocidos fue Aśvaghosa.
Varios importantes textos del Budismo esotérico, como el Caryamelapakapradipa (la lámpara que integra las prácticas) son atribuidas a Aryadeva, aunque la investigación contemporánea presenta dudas en cuanto a la datación exacta de esos trabajos. Los historiadores tradicionales , como el tibetano Tāranātha, explican su aparición tardía como el fruto de revelaciones místicas.